# Finley (Washington)
Finley is een plaats (census-designated place) in de Amerikaanse staat Washington, en valt bestuurlijk gezien onder Benton County.

## Demografie
Bij de volkstelling in 2000 werd het aantal inwoners vastgesteld op 5770.

## Geografie
Volgens het United States Census Bureau beslaat de plaats een oppervlakte van
37,7 km², waarvan 29,8 km² land en 7,9 km² water.

## Plaatsen in de nabije omgeving
De onderstaande figuur toont nabijgelegen plaatsen in een straal van 16 km rond Finley.